# نهر مانداو
نهر مانداو هو نهر في شمال سومطرة، إندونيسيا. وهو أحد روافد نهر سياك. 